# Hermann von Baravalle
Pour les articles homonymes, voir Baravalle.
Hermann von Baravalle, de son nom complet Hermann Edler von Brackenburg Baravalle, est un pédagogue, mathématicien, physicien et astronome allemand né le 27 mai 1898 à Vienne et mort le 6 juillet 1973 à Buchenbach.

## Biographie
Il dirige les départements Mathématiques et Astronomie du Goetheanum de novembre 1935 à novembre 1937, où il émigre aux États-Unis.
Hermann von Baravalle est un anthroposophe et un pionnier de la Pédagogie Steiner-Waldorf en Allemagne et aux États-Unis.
Son approche du dessin géométrique est enseignée dans le Curriculum des écoles Waldorf (en) : dénommée "form drawing", elle utilise des formes géométriques et des formes dynamiques.

## Travaux
- Geometric Drawing and the Waldorf School Plan [3]
- Perspective Drawing
- Astronomy [4]

On lui doit l'échiquier de Baravalle,.